# Elección territorial

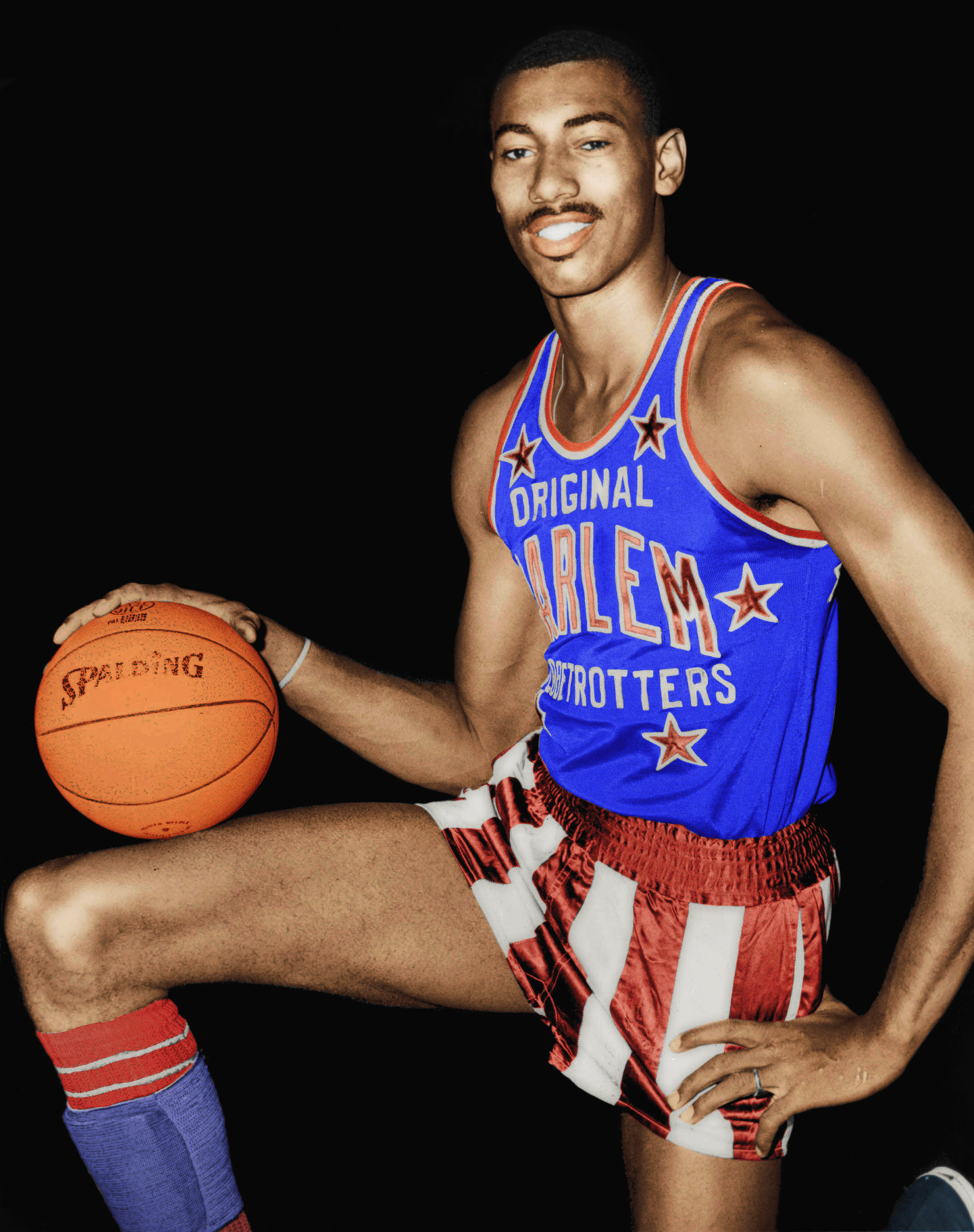
Wilt Chamberlain fue seleccionado por Philadelphia Warriors como elección territorial en 1959.

Una elección territorial fue un tipo especial de selección en el Draft de la NBA que se dio entre los años 1949 (por entonces la liga se conocía como Basketball Association of America) y 1965. Las elecciones territoriales fueron eliminadas cuando el sistema de draft fue reformado en 1966.
En los primeros veinte años de la BAA/NBA, la liga todavía intentaba obtener el apoyo de los aficionados que vivían en las ciudades con equipo en la competición o cerca de ellas. Para lograrlo, la liga introduja la regla de elección territorial para ayudar a los equipos a adquirir jugadores universitarios populares en la zona, y con ello conseguir un fuerte apoyo local. Antes del draft, un equipo podía perder el derecho a una primera ronda de draft y seleccionar a cualquier jugador dentro de un radio de 80 kilómetros de su lugar de origen. A pesar de que las elecciones territoriales eran seleccionadas antes del draft, estas elecciones no cuentan en el recuento general del draft; por lo tanto, la primera elección no territorial era considerada el número uno del draft.
De las 22 elecciones territoriales, once jugadores han sido incluidos en el Basketball Hall of Fame. Tom Heinsohn, Wilt Chamberlain, Oscar Robertson y Jerry Lucas son las únicas elecciones territoriales que han ganado el Rookie del Año de la NBA. Chamberlain también ganó el MVP de la Temporada en su primer año en la liga, además de otras tres veces más a lo largo de su carrera. Oscar Robertson es el otro jugador que ha ganado el MVP de la Temporada, en la temporada 1963–64. Philadelphia Warriors es el equipo con más elecciones territoriales, habiendo seleccionado a seis jugadores que militaron en un total de cinco universidades. La Universidad de Cincinnati es la que más jugadores ha producido; tres jugadores de Cincinnati fueron escogidos usando este método por Cincinnati Royals. El Draft de la NBA de 1965, el último con la regla de la elección territorial, tiene el récord de más elecciones territoriales en un solo draft con tres. En los drafts de 1954, 1957 y 1961 no se eligieron a ningún jugador como elección territorial.

## Leyenda
| Pos.     | B    | E       | A     | AP        | P     |
| Posición | Base | Escolta | Alero | Ala-Pívot | Pívot |

| ^ | Jugador incluido en el Basketball Hall of Fame                                                               |
| * | Jugador que ha sido seleccionado para al menos un All-Star Game de la NBA y para el mejor quinteto de la NBA |
| + | Jugador que ha sido seleccionado para al menos un All-Star Game de la NBA                                    |

## Lista de elecciones territoriales

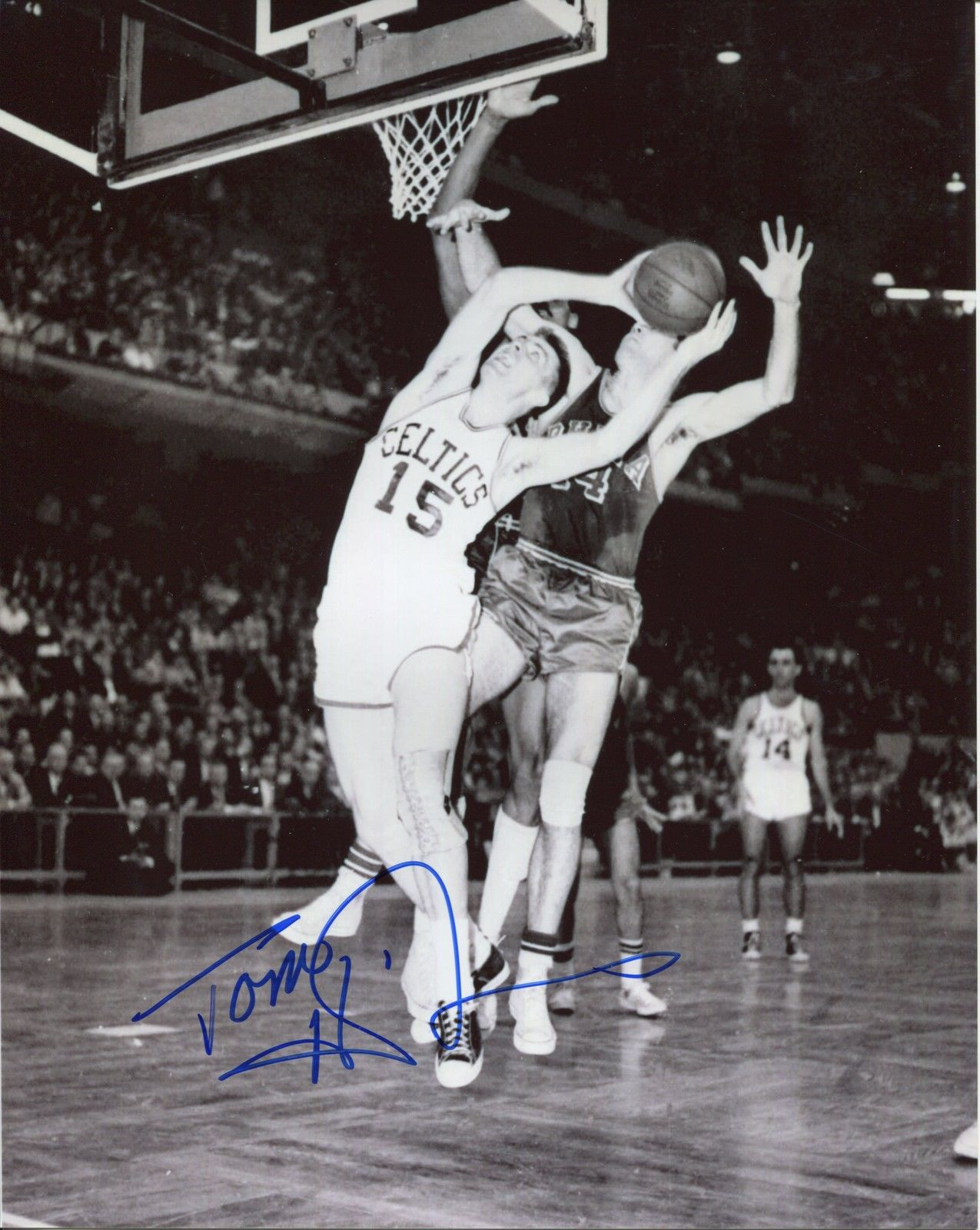
Tom Heinsohn fue seleccionado por Boston Celtics como elección territorial en 1956.

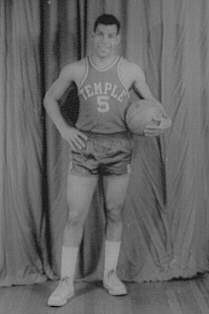
Guy Rodgers fue seleccionado por Philadelphia Warriors como elección territorial en 1958.

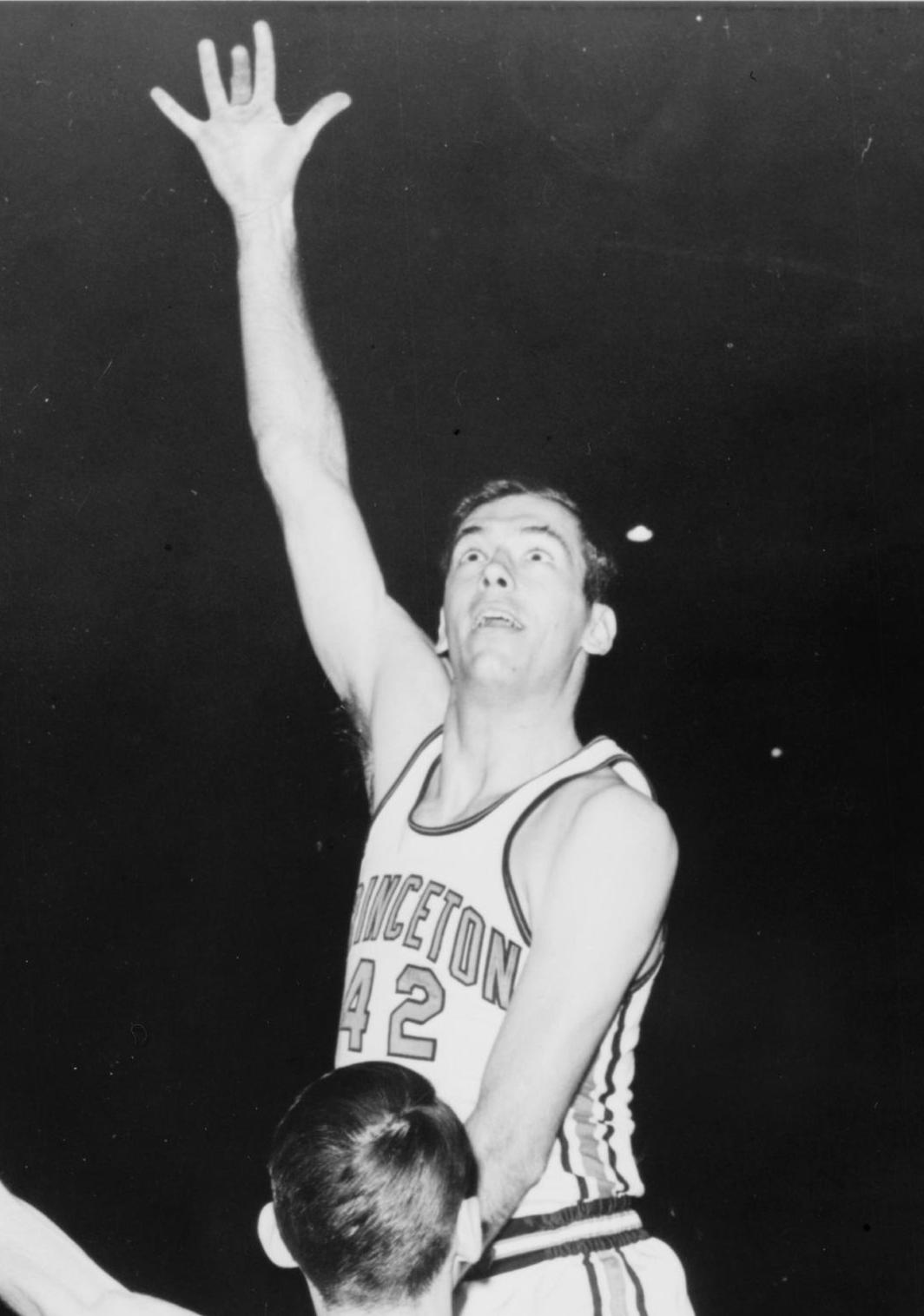
Bill Bradley fue seleccionado por New York Knicks como elección territorial en 1965.

| Draft | Jugador           | Pos. | Nacionalidad   | Equipo                | Universidad (ciudad)                                  | Ref.   |
| ----- | ----------------- | ---- | -------------- | --------------------- | ----------------------------------------------------- | ------ |
| 1949  | Ed Macauley^      | P    | Estados Unidos | St. Louis Bombers     | Universidad de San Luis (San Luis, Misuri)            | [ 7 ]  |
| 1949  | Vern Mikkelsen^   | AP/A | Estados Unidos | Minneapolis Lakers    | Universidad de Hamline (Saint Paul, Minnesota)        | [ 7 ]  |
| 1950  | Paul Arizin^      | A    | Estados Unidos | Philadelphia Warriors | Universidad de Villanova (Filadelfia, Pensilvania)    | [ 8 ]  |
| 1951  | Myer Skoog        | B    | Estados Unidos | Minneapolis Lakers    | Universidad de Minnesota (Minneapolis, Minnesota)     | [ 9 ]  |
| 1952  | Bill Mlkvy        | A    | Estados Unidos | Philadelphia Warriors | Universidad de Temple (Filadelfia, Pensilvania)       | [ 10 ] |
| 1953  | Ernie Beck        | E/A  | Estados Unidos | Philadelphia Warriors | Universidad de Pennsylvania (Filadelfia, Pensilvania) | [ 11 ] |
| 1953  | Walter Dukes+     | P    | Estados Unidos | New York Knicks       | Universidad Seton Hall (South Orange, New Jersey)     | [ 11 ] |
| 1955  | Dick Garmaker†    | E/A  | Estados Unidos | Minneapolis Lakers    | Universidad de Minnesota (Minneapolis, Minnesota)     | [ 12 ] |
| 1955  | Tom Gola^         | E/A  | Estados Unidos | Philadelphia Warriors | Universidad de La Salle (Filadelfia, Pensilvania)     | [ 12 ] |
| 1956  | Tom Heinsohn^     | A/P  | Estados Unidos | Boston Celtics        | College of the Holy Cross (Worcester, Massachusetts)  | [ 13 ] |
| 1958  | Guy Rodgers+      | B    | Estados Unidos | Philadelphia Warriors | Universidad de Temple (Filadelfia, Pensilvania)       | [ 14 ] |
| 1959  | Wilt Chamberlain† | P    | Estados Unidos | Philadelphia Warriors | Universidad de Kansas (Lawrence, Kansas)              | [ 16 ] |
| 1959  | Bob Ferry         | P/AP | Estados Unidos | St. Louis Hawks       | Universidad de San Luis (San Luis (Misuri))           | [ 16 ] |
| 1960  | Oscar Robertson^  | B/E  | Estados Unidos | Cincinnati Royals     | Universidad de Cincinnati (Cincinnati, Ohio)          | [ 19 ] |
| 1962  | Dave DeBusschere^ | AP   | Estados Unidos | Detroit Pistons       | Universidad de Detroit (Detroit, Míchigan)            | [ 20 ] |
| 1962  | Jerry Lucas^      | AP/P | Estados Unidos | Cincinnati Royals     | Universidad Estatal de Ohio (Columbus, Ohio)          | [ 20 ] |
| 1963  | Tom Thacker       | B    | Estados Unidos | Cincinnati Royals     | Universidad de Cincinnati (Cincinnati, Ohio)          | [ 22 ] |
| 1964  | Walt Hazzard+     | B    | Estados Unidos | Los Angeles Lakers    | Universidad de California (Los Ángeles, California)   | [ 24 ] |
| 1964  | George Wilson     | P    | Estados Unidos | Cincinnati Royals     | Universidad de Cincinnati (Cincinnati, Ohio)          | [ 24 ] |
| 1965  | Bill Bradley^     | A/E  | Estados Unidos | New York Knicks       | Universidad de Princeton (Princeton, New Jersey)      | [ 25 ] |
| 1965  | Bill Buntin       | AP/P | Estados Unidos | Detroit Pistons       | Universidad de Michigan (Ann Arbor, Míchigan)         | [ 25 ] |
| 1965  | Gail Goodrich^    | B/E  | Estados Unidos | Los Angeles Lakers    | UCLA (Los Ángeles, California)                        | [ 25 ] |